# Jens Niemeyer
Jens C. Niemeyer (* 22. August 1968 in Furth, Gemeinde Oberhaching) ist ein deutscher Physiker  und Hochschullehrer an der Universität Göttingen. Er forscht auf dem Gebiet der theoretischen Astrophysik und Kosmologie.

## Biografie
Jens Niemeyer besuchte das Gymnasium Ottobrunn bis zu seinem Abitur 1987 und studierte von 1988 bis 1994 Physik an der Technischen Universität München.
Nach einem Forschungsaufenthalt an der  University of California, Santa Cruz, wurde er 1995 in München zum Dr. rer. nat. promoviert.
Unterbrochen von einem Aufenthalt als Enrico-Fermi Fellow (1997–1999) und Otto-Hahn-Stipendiat (1999–2000) an der University of Chicago war er bis 2002 wissenschaftlicher Angestellter am Max-Planck-Institut für Astrophysik in Garching bei München und habilitierte 2001 in theoretischer Physik an der Technischen Universität München über das Thema „Fluid Dynamics of Thermonuclear White Dwarf Explosions and Primordial Black Hole Collapse“. Von 2002 bis 2009 war er Professor (C3) für Astronomie an der Bayerischen Julius-Maximilians-Universität in Würzburg. 2009 wurde er auf eine Professur (W3) für Astrophysikalische Kosmologie an der Universität Göttingen berufen. Er lehrt Astrophysik und theoretische Physik.

## Forschung
Die Forschungsschwerpunkte von Jens Niemeyer liegen in den Bereichen theoretische und rechnergestützte Astrophysik und Kosmologie. Sie umfassen unter anderem:
- Den Explosionsmechanismus von Typ Ia Supernovae.
- Die Physik des sehr frühen Universums, insbesondere der kosmologischen Inflation.
- Die Entstehung kosmologischer Strukturen unter dem Einfluss von baryonischer und dunkler Materie.

## Auszeichnungen
- 1996 Otto-Hahn-Medaille
- 1996 Dieter-Rampacher-Preis
- 1997 Enrico Fermi Fellowship, University of Chicago
- 2003 Alfried-Krupp-Förderpreis für junge Hochschullehrer[1][2]
- 2018 Julius von Haast Fellowship Award[3]

## Veröffentlichungen (Auswahl)
- On the Propagation of Thermonuclear Flames in Type Ia Supernova. München 1995 (Dissertation).
- Type Ia Supernovae: Theory and Cosmology. Hrsg.: Jens Niemeyer, James W. Truran. Cambridge University Press, 2010, ISBN 978-0-521-12653-3.

- Liste weiterer Publikationen